# رشته‌کوه چتکل
رشته‌کوه چتکل (به لاتین: Chatkal Range) یک رشته‌کوه در قرقیزستان و ازبکستان است. رشته‌کوه چتکل ۴٬۵۰۳ متر بالاتر از سطح دریا واقع شده‌است.